# 生駒親承
生駒 親承（いこま ちかつぐ、慶応4年4月17日（1868年5月9日） - 明治19年（1886年）1月16日）は、明治時代の華族。生駒俊徳の長男として生まれる。

## 経歴
旗本生駒俊徳の長男として誕生した。出羽矢島藩主生駒親敬の長女・年子を娶り、生駒家の婿養子となる。当時、生駒家の当主は親敬の夫人・江美子であった。明治16年（1883年）3月16日、江美子の隠居により家督を相続した。明治17年（1884年）7月8日、男爵に叙爵される。明治19年（1886年）1月16日、死去。墓所は浅草・海禅寺。子供はいなかった。そのため、池田慶政長男の生駒親忠（親敬の従弟にあたる）を養子に迎え、生駒家を継がせた。